# Albert Marque
Albert Marque (* 14. Juli 1872 in Nanterre, Département Hauts-de-Seine; † Mai 1939) war ein französischer Bildhauer und Puppenmacher des späten 19. und frühen 20. Jahrhunderts.

## Leben und Werk

### Marque als Bildhauer

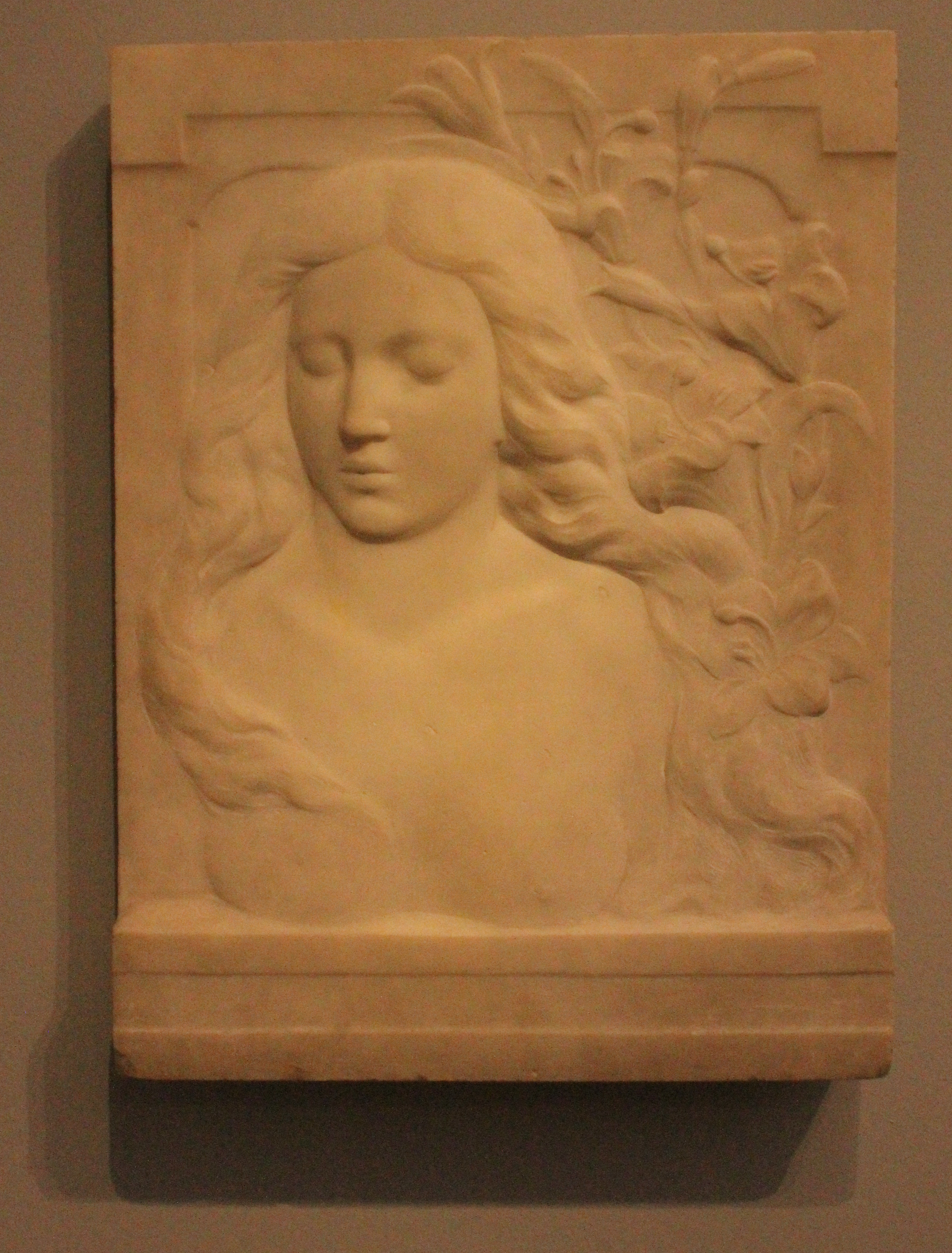
Albert Marque: Sommeil, 1899

Saal VII des Salon d’Automne, Grand Palais, Paris, 1905. Jacqueline Marval sitzt links von Marques Skulptur, rechts Jules Flandrin. Louis Valtat und Albert Marque sind ebenfalls zu sehen.

Der 1872 in Nanterre geborene Marque wurde um die Wende zum 20. Jahrhundert bekannt für seine Skulpturen von Kindern.
Marque wird gelegentlich verwechselt mit Albert Marquet, einem französischen fauvistischen Maler, der drei Jahre jünger war. Der Begriff „Fauvismus“ leitet sich her von dem französischen Wort fauves („wilde Bestien“). Als eine kleine Gruppe von Malern, darunter Marquet und Henri Matisse mit seinem Gemälde Femme au chapeau (Frau mit Hut), im Oktober 1905 im Saal VII des Salon d’Automne ihre avantgardistischen Bilder ausstellte, sah der Kunstkritiker Louis Vauxcelles zwischen den Malereien eine weibliche Skulptur in florentinischer Art stehen, die von Albert Marque stammte. Vauxcelles’ Ausruf: „Tiens, Donatello au milieu des fauves.“ („Sieh da, Donatello umgeben von wilden Bestien.“) prägte den Namen der kurzzeitig bestehenden Kunstrichtung Fauvismus.

### A. Marque-Puppen
Während des Ersten Weltkriegs schuf Marque auf Anregung des Pariser Modehauses von Jeanne Margaine-LaCroix 100 Modepuppen, die vom Modehaus gekleidet wurden. Köpfe und Körper der 55 cm großen Puppen wurden nach Marques Formen realisiert durch die Manufacture royale de porcelaine de Sèvres. Die Puppen erhielten vom Künstler die Signatur A. Marque im Nackenbereich. 1915 wurden die Puppen in Paris ausgestellt. Einige wurden verkauft, die übrigen verblieben beim Modehaus. Die Kleidung repräsentierte oft die des französischen Adels oder der Bauern. Sie wurden als künstlerische Werke Frankreichs und in Kriegszeiten als eine Antwort auf die populären deutschen Puppen angesehen, geschaffen eher für Erwachsene als für Kinder.
Sie gewannen große Wertschätzung bei Puppensammlern und werden zu Höchstpreisen verkauft. Am 29. März 2014 erreichte ein Puppenjunge mit der Nummer 27 den Weltrekord bei Puppenauktionen. Die Auktion bei Theriault’s in Annapolis (Maryland) erbrachte 300.000 US-Dollar. Der frühere Weltrekord lag im Juni 2009 bei 263.000 US-Dollar, der ebenfalls für eine Puppe von Marque gezahlt worden war.
Ragnhild Margareta Ericson nennt in ihrem Katalog für die Doll Artisan Guild 25 bekannte A. Marque-Puppen.
Stuart Holbrook, der Leiter des führenden Auktionshauses für Puppen, Theriault’s, erläuterte, dass nur noch etwa 20 A. Marque-Puppen existieren, und bezeichnete sie als den „Heiligen Gral der Sammlerpuppen“.